# Nanki
Le Nanki (南紀) est un train express existant au Japon et exploité par les compagnies JR Central et JR West, qui relie la ville de Nagoya au sud de la péninsule de Kii.

## Gares desservies
Le Nanki circule de la gare de Nagoya à la gare de Kii-Katsuura en empruntant les lignes Kansai, Ise et Kisei. Certains trains sont terminus Shingū.
| Nom des gares      |
| ------------------ |
| Nagoya             |
| Kuwana             |
| Yokkaichi          |
| Suzuka             |
| Suzuka Circuit Inō |
| Tsu                |
| Matsusaka          |
| Taki               |
| Misedani           |
| Kii-Nagashima      |
| Owase              |
| Kumanoshi          |
| Shingū             |
| Kii-Katsuura       |

## Matériel roulant
Les services Nanki sont effectués par des rames de la série HC85. Ils étaient précédemment effectué par des rames de la série KiHa 85. 